# 바르셀로나 광역 교통
바르셀로나 광역 교통(카탈루냐어: Transports Metropolitans de Barcelona 트란스푸르트 메트루풀리탄스 데 바르셀로나, TMB)는 스페인 카탈루냐 바르셀로나 광역권의 주요 대중교통을 관리하는 주식 회사다. 본 회사는 지하철 네트워크를 관리하는 '바르셀로나 지하 철도 주식회사'(FMB)와 버스를 관리하는 '바르셀로나 교통 주식회사'(TB) 아래의 운영 조직이며 상표다. 상기 두 회사는 독립된 기관이지만 외부로는 TMB라는 같은 브랜드 이름 아래에서 상호 협력한다. TMB의 목적은 바르셀로나를 비롯하여 광역권에 대중 교통 서비스를 제공하는 데에 있다. TMB는 문주이크 케이블카를 운영하며 운송 관련 기술 자문 서비스를 제공하는 '운송 계획 서비스 주식회사'(PSM)와 승차권 판매 웹사이트인 '올라 바르셀로나'의 승차권 상품 관리와 기타 운송 서비스를 제공하는 'TMB 유한회사'도 포함하고 있다. 조직의 역사적 유산을 관리하는 'TMB 제단'도 있다. 본사는 조나 프랑카에 위치해 있다.

## 역사

### 교통의 관영화
1952년 10월 바르셀로나 시 정부는 모든 대중교통 회사의 관영화 구상안이 승인되며, 바르셀로나 지하 철도, 바르셀로나 대 지하철. 바르셀로나 트램에 영향을 주게 된다. 1955년 바르셀로나 대 지하철과 바르셀로나 트램의 소유주가 시 정부로의 지분 매각 합의에 서명한다.
1958년 시 정부는 창사 조기부터 참가하여 1928년에는 이미 대주주였던 회사인 바르셀로나 지하 철도의 나머지 지분 매입을 완료한다. 3년 후 인, 1961년에 바르셀로나 대 지하철이 바르셀로나 지하 철도(FMB)에 흡수된다.

### 바르셀로나 광역 교통

TMB의 초창기 로고.

1978년 FMB(바르셀로나 지하 철도) 지하철 기반 시설이 카탈루냐 자치정부에 귀속된다.
바르셀로나 대중교통 조정과 교통 회사 관영화의 결과로 FMB와 바르셀로나 교통으로 이름을 바꾼 바르셀로나 트램이 카탈루냐 자치정부 철도가 출범한 같은 해인 1979년에 '바르셀로나 시영 교통'(Transports Municipals de Barcelona, TMB)이라는 이름 아래에 공동 운영을 시작한다. 수 년 후인 1986년 '바르셀로나 시영 교통'이었던 사명을 현재의 '바르셀로나 광역 교통'(Transports Metropolitans de Barcelona, TMB)으로 바꾼다.
문주이크 케이블카는 1970년에 기존의 문주이크 강삭철도의 노선의 절반을 대체하게 되며 영업에 들어갔고, 2002년 TMB에 귀속된다. 2012년 10월에 바르셀로나 버스 노선을 보완하기 위해 버스 노선을 종, 횡 노선 개편 1단계가 시작됐다.

## 교통망 정보

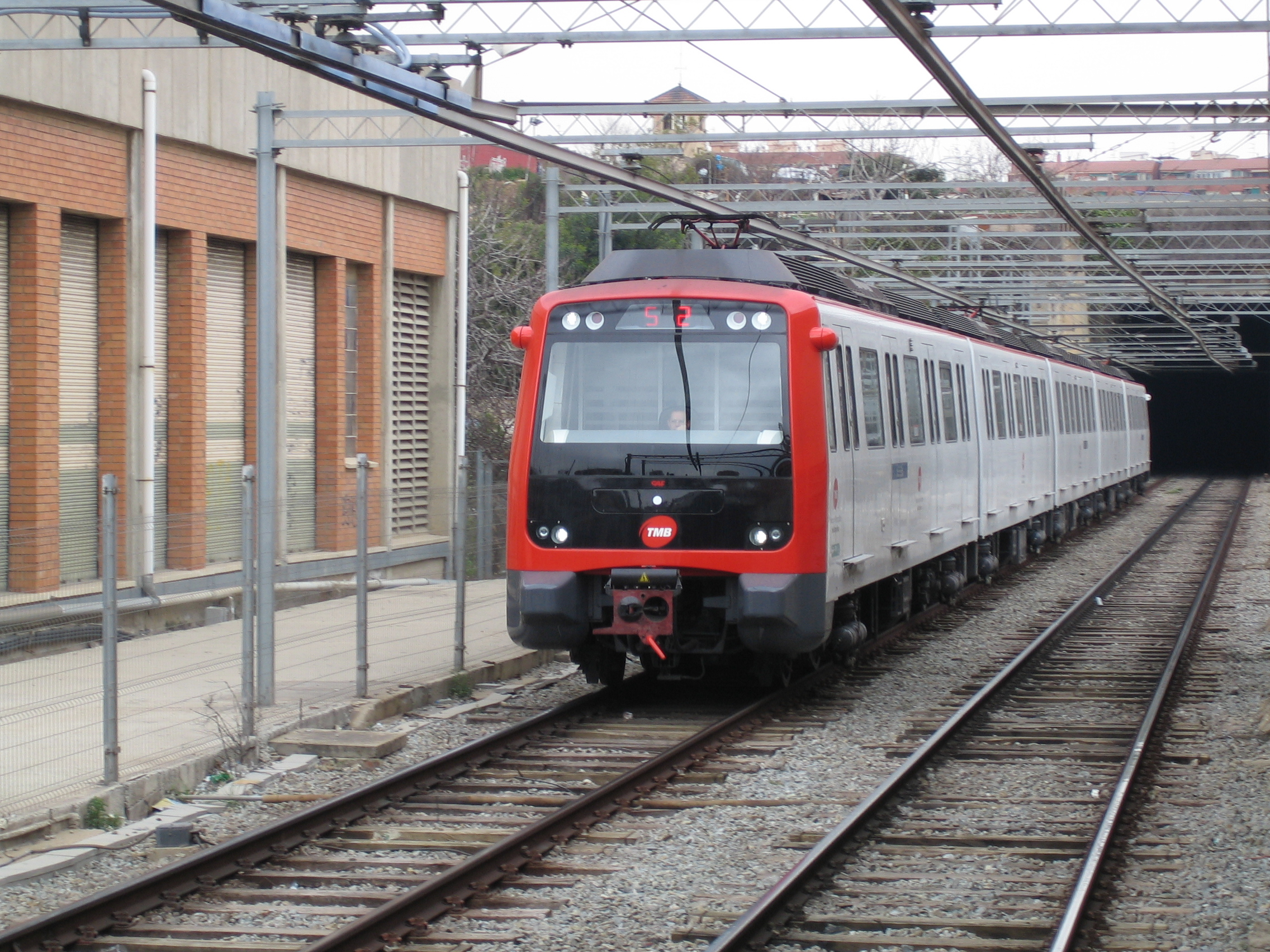
5000호대 열차

2020년 기준.

### 수송실적
| 종류                | 2020년* | 2019년* | 2018년* |
| ------------------- | ------- | ------- | ------- |
| 바르셀로나 지하철   | 217.93  | 411.95  | 407.51  |
| 바르셀로나 버스     | 115.08  | 211.10  | 202.91  |
| 문주이크 케이블카   | 0.21    | 1.62    | 1.51    |
| 바르셀로나 관광버스 | 0.39    | 4.30    | 4.55    |

* 백만명

### 지하철
- 객차: 동력객차 718 량, 무동력객차 178 량.
- 영업거리: 123 km.
- 역: 161 개.

## 같이 보기
- 바르셀로나 지하철